# Bonaventura Genelli
Giovanni Bonaventura Genelli (Berlino, 28 settembre 1798 – Weimar, 13 novembre 1868) è stato un pittore e illustratore tedesco.

## Biografia
Bonaventura Genelli nacque primo di quattro figli dal pittore del paesaggio Giano Genelli. Ricevette la sua prima istruzione dal padre. Dal 1814, studiò presso l'Accademia di Berlino, sotto gli insegnamenti di Gottfried Schadow, Friedrich Bury e Johann Erdmann Hummel. L'opera di Bonaventura Genelli fu profondamente influenzata dallo zio, l'architetto Hans Christian Genelli.
Tra il 1822 e il 1832 visse a Roma, dove intrattenne contatti con artisti tedeschi residenti nella futura capitale italiana: Joseph Anton Koch, Friedrich Müller e Asmus Jacob Carstens che gli fece anche da modello. Ben presto sviluppò una produzione molto significativa. Lavorò soprattutto con la pittura ad olio.
Nel 1830 venne incaricato dal dottor Härtel di adornare con affreschi una villa a Lipsia, ma a causa di disguidi avvenuti col proprietario non concluse la commissione e si ritirò per qualche tempo a Monaco. Nel 1859 fu nominato professore a Weimar, dove morì nel 1868.
Il suo disegno Nudo maschile è stato ritrovato come parte del tesoro nazista nascosto, scoperto nel 2012.